# Lophocampa amaxiaeformis
Lophocampa amaxiaeformis är en fjärilsart som beskrevs av Rothschild 1910. Lophocampa amaxiaeformis ingår i släktet Lophocampa och familjen björnspinnare. Inga underarter finns listade i Catalogue of Life.